# Denise Meili
Denise Meili (* 4. Juli 1977 in Basel) ist eine Schweizer Schauspielerin.

## Filmografie
- 2002: Frühlings Erwachen
- 2003: Deuteronomium – Der Tag des jüngsten Gerichts (Hauptrolle)
- 2003: The French Connection
- 2003: Schattenblitze
- 2003: Hochzeitblues
- 2004: CH7 (Hauptrolle)

## Fernsehauftritte
- 2004: Autofrühling (Werbespot für AMAG AG)
- 2005: VideoGang (Talkshow)
- 2005: Reka-Studio (Moderation Werbesendung)
- 2006: Station-ID

## Theater
- Improvisationstheater (ab 2004)

## Sprechrollen
- Diverse Rollen für Kinder-Hörspiele (ab 2003)